# Rêve de jeune fille
Pour plus de détails, voir Fiche technique et Distribution.
Rêve de jeune fille (titre original : Kauf Dir einen bunten Luftballon) est un film germano-autrichien réalisé par Géza von Cziffra, sorti en 1961.
Rêve de jeune fille est un remake de Rêve blanc, le troisième film de Géza von Cziffra, sorti en 1943.

## Synopsis
Hermann König, propriétaire d'une patinoire, souhaite que sa nièce Inge devienne patineuse, mais elle a d'autres idées : elle veut vraiment être chanteuse dans des revues.
Une confusion donne à Inge la chance d'obtenir un rôle principal dans la revue dont dépendra l'existence du théâtre. Cependant, le directeur du théâtre et le propriétaire endettés ont décidé par contrat que le théâtre ne continuerait d'exister que si la revue, dans laquelle joue la femme peu musicale et non moins déraisonnable du propriétaire, est un flop. Cependant, en raison de la confusion et de l'engagement d'Inge, la revue a les meilleures chances d'être un succès. Après un scandale lors de la première et des appels à plus du public, le propriétaire expulse l'équipe du théâtre.
Le scénographe et joueur de hockey sur glace Hans Haller, tombé éperdument amoureux d'Inge, a l'idée de transformer le spectacle en une revue de patinage sur glace à l'insu du propriétaire de la patinoire.

## Fiche technique
- Titre : Rêve de jeune fille
- Titre original : Kauf Dir einen bunten Luftballon
- Réalisation : Géza von Cziffra assisté de Lothar Gündisch
- Scénario : Géza von Cziffra
- Musique : Michael Jary
- Direction artistique : Leo Metzenbauer
- Costumes : Gerdago
- Photographie : Willy Winterstein
- Son : Rolf Schmidt-Gentner
- Montage : Renate Jelinek
- Production : Kurt Ulrich, Alfred Stöger
- Société de production : Kurt Ulrich Film GmbH, Wiener Mundus-Film
- Société de distribution : Deutsche Film Hansa
- Pays d'origine :  Allemagne de l'Ouest,  Autriche
- Langue : Allemand
- Format : Couleur - 2,35:1 - mono - 35 mm
- Genre : Musical
- Durée : 102 minutes
- Dates de sortie :
  -  Allemagne de l'Ouest : 19 janvier 1961.
  -  Danemark : 22 janvier 1962.
  -  Japon : 27 janvier 1962.
  -  Finlande : 3 août 1962.
  -  Mexique : 1er novembre 1962.
  -  État espagnol : 17 juin 1963.
  -  France : 13 janvier 1965[1].

## Distribution
- Ina Bauer : Inge König
- Oskar Sima : Hermann König
- Toni Sailer : Hans Haller
- Heinz Erhardt : Knapp, le directeur du théâtre
- Gunther Philipp : Miffke, le propriétaire du théâtre
- Ruth Stephan : Mia Miffke
- Walter Gross : Josef
- Ernst Stankovski (de) : Peter Bertram
- Paul Hörbiger : Professeur Engelbert
- Ralf Wolter : Luggi
- Katharina Mayberg (de) : Ilona Berg
- Fritz Muliar : Franzel
- C. W. Fernbach : Hühnchen
- Peter Parak : Robert
- Ernst Waldbrunn : l'huissier